# Océanographie chimique

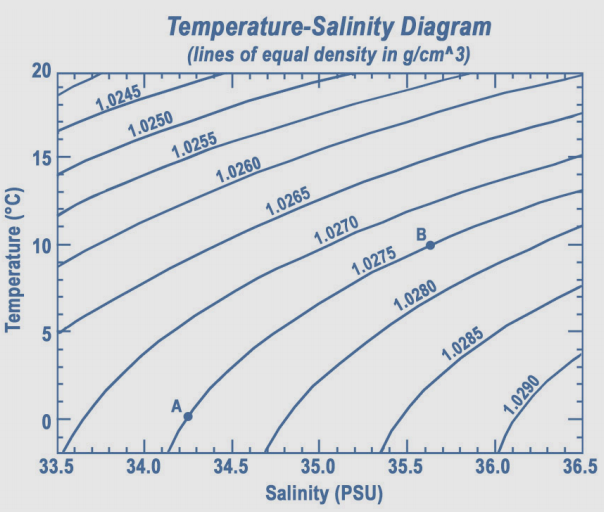
Relation entre la densité et la salinité de l'eau.

 (août 2015).
Si vous disposez d'ouvrages ou d'articles de référence ou si vous connaissez des sites web de qualité traitant du thème abordé ici, merci de compléter l'article en donnant les références utiles à sa vérifiabilité et en les liant à la section « Notes et références ».
L'océanographie chimique est une branche de l'océanographie qui s'intéresse à la chimie des eaux marines.

## Description
Étudiée depuis l'antiquité, la chimie des océans intéresse particulièrement depuis des années 1970, notamment du fait du développement des techniques chimiques comme la spectroscopie de masse. L'océanographie chimique vise à découvrir l'origine et le devenir des espèces chimiques au sein des différentes réactions chimiques qui se produisent en milieu marin. 
Le caractère unique de cette discipline réside dans le fait que l'eau de mer contienne - en plus ou moins grandes quantités - l'ensemble des éléments de la Table périodique.
C’est la branche qui est chargée d’étudier la composition chimique de l’eau de mer. Du fait que l’homme et ses activités provoquent divers changements dans la composition de l’eau de mer, il est nécessaire de l’étudier pour l’analyser en même temps que l’effet qu’elle peut avoir sur la biodiversité. Il étudie principalement la pollution marine. Autrement dit, toutes les altérations qui se produisent dans la composition chimique de l’eau produite par l’effet des rejets des activités humaines.
Le système mer-océan et l’atmosphère sont comme s’ils pouvaient être appelés deux fluides en raison de leur extension géophysique. Afin de comprendre ce contexte, les processus physiques, chimiques et biologiques doivent être étudiés à l’aide d’une méthodologie de dynamique des fluides géophysiques. En d’autres termes, il faut prendre en compte les courants océaniques, les courants côtiers, les marées, les structures atmosphériques (à la fois cycloniques et anticycloniques), les petits processus qui se déroulent à petite échelle, etc. Afin de donner un résultat de la équilibre de toutes les forces exercées sur l’océan.
Grâce au développement de la technologie, il y a un énorme progrès en informatique et avec des ordinateurs puissants, il a été possible de développer diverses méthodologies pour modéliser des systèmes assez efficaces dans la prédiction de phénomènes océaniques de toutes sortes. Ces modèles aident à compléter et à approfondir la dynamique des fluides. C’est ainsi que de plus en plus d’informations valables et utiles peuvent être obtenues pour les navigateurs.
Fondamentalement, il existe divers secteurs d'études dont l'étude des sels minéraux, des gaz, l'étude des molécules organiques et des polluants (organiques ou non), ainsi que leur distribution dans toutes les dimensions de la tranche d'eau. 
L'essentiel des travaux d'océanographie chimique décrivent les cycles bio-géochimiques des nombreux éléments, comme le carbone, le chlore ou le soufre, mais aussi le rôle des éléments chimiques dans l'écologie marine.
Utilisés comme traceur, des isotopes radioactifs permettent de suivre l'itinéraire des eaux océaniques profondes et de surface. Par exemple, la mesure de l'oxygène 18 (isotope de l'oxygène) peut servir à évaluer l'apport de l'eau de fonte des neiges, tandis que le carbone 14 (isotope du carbone) permet d'évaluer l'âge des eaux.